# نبيل حلواني
نبيل حلواني (1967 في دمشق، سوريا - 26 أكتوبر 2020 في دمشق، سوريا) ممثل سوري، ويُعد من مؤسسي مسرح الطفل في سوريا.

## حياته
ولد نبيل في العاصمة السورية دمشق في عام 1967، بدأ مسيرته الفنية من المسرح عام 1979م، ضمن «المهرجان المسرحي الشبيبي»، وكان له مشاركات أيضًا في المسرح القومي والعمالي والجامعي، أما في السينما فله فيلمان، وتجاوزت أعماله التلفزيونية 45 عملًا، وكان أول عمل له في عام 1980، حيث شارك في مسلسل «حرب السنوات الأربع» للمخرج هيثم حقي، وبعده بعامين شارك بمسلسل «يوميات ظريفة» من إخراج يوسف رزق، وكان آخر أعماله  مسلسل «باب الحارة 10» في عام 2019 بدور «أبو صياح».

## أعماله

### أفلام
- أحلام المدينة (1984) إخراج محمد ملص.
- رؤى حالمة (2003) إخراج واحة الراهب.

### مسلسلات
من المسلسلات التي شارك فيها:
- البقعة السوداء
- نهارات الدفلي 1995
- الخطوات الصعبة 1995
- إخوة التراب 1996
- مرايا 1997
- حمام القيشاني 1998
- عودة غوار (الأصدقاء) 1999
- الدبور الجزء الثاني
- الولادة من الخاصرة
- صدر الباز
- العراب
- بواب الريح
- بطل من هذا الزمان
- يوميات مدير عام الجزء الثاني

رجاها (مسلسل)
الحصرم الشامي (مسلسل)